# Sonic the Hedgehog 2 (soundtrack)
Sonic the Hedgehog 2 is de originele soundtrack, gecomponeerd door Tom Holkenborg (Junkie XL) voor de film Sonic the Hedgehog 2 uit 2022 van Jeff Fowler. Het album werd uitgebracht op 8 april 2022 als muziekdownload door Paramount Music en op compact disc door La-La Land Records.

## Achtergrond
Op 8 december 2021 werd Holkenborg aangekondigd als terugkerende componist voor de film. De parttuur werd uitgevoerd door het orkest onder leiding van Edward Trybek. Het werd gemixt in de Computer Hell Cabin in Los Angeles. Het werd gemixt door Holkenborg en geluidstechnicus Chris Fogel.
Op Zanobard reviews ontving de soundtrack een gemiddelde score van 7/10.

## Tracklijst
Alle muziek is geschreven door Tom Holkenborg.
| 1.                 | Piece of Shiitake Planet           | 2:52 |
| 2.                 | Blue Menace                        | 2:28 |
| 3.                 | Mind If I Drive                    | 2:06 |
| 4.                 | Sonic's Home                       | 1:18 |
| 5.                 | A Wachowski Family Special         | 3:15 |
| 6.                 | Sonic, Meet Knuckles               | 2:48 |
| 7.                 | Papa's Got a Brand New Stache      | 1:53 |
| 8.                 | The Master Emerald                 | 2:40 |
| 9.                 | So You Think You Can Pivonka       | 2:14 |
| 10.                | Goodnight, Tails                   | 2:09 |
| 11.                | Ages Ago                           | 2:50 |
| 12.                | You Know Nothing About Me          | 2:54 |
| 13.                | Operation Catfish                  | 3:34 |
| 14.                | Eureka, I Found It                 | 2:45 |
| 15.                | Gotta Go Fast                      | 1:46 |
| 16.                | Entering the Labyrinth             | 1:59 |
| 17.                | You Don't Have to Be Alone Anymore | 3:10 |
| 18.                | Sinister                           | 3:37 |
| 19.                | Team vs Robotnik                   | 3:36 |
| 20.                | Okay, We're Not Friends            | 3:38 |
| 21.                | A New Order                        | 2:51 |
| 22.                | Dad                                | 1:02 |
| Totale duur: 57:33 |                                    |      |